# Aphanocephalus feae
Aphanocephalus feae là một loài bọ cánh cứng trong họ Discolomatidae. Loài này được Dodero miêu tả khoa học năm 1900.